# Wendy (film, 2017)
A Wendy (eredeti cím: Wendy vagy Wendy – der Film'') 2017-ben bemutatott német film, amely a Wendy című lovas magazin alapján készült. A rendezője Dagmar Seume, a producerei Jochen Cremer, Eva Holtmann és Jan Kromschröder, a forgatókönyvírója Caroline Hecht, a zeneszerzője Thomas Stower. A főszerepben Jule Hermann látható. A mozifilm a Bantry Bay Productions gyártásában készült, a Sony Pictures Releasing forgalmazásában jelent meg. Műfaját tekintve családi kalandfilm. Németországban 2017. január 26-án mutatták be, Magyarországon 2018. április 2-án mutatta be a Duna Televízió.

## Cselekmény
Wendy a nagyinál nyaral vidéken. A balesete óta nem mer lovagolni, ám befogadnak egy lovat és vele újra gyakorolni kezd.

## Szereplők
| Szereplő         | Színész            | Magyar hang        |
| ---------------- | ------------------ | ------------------ |
| Wendy Thorsteeg  | Jule Hermann       | Tamási Nikolett    |
| Heike Thorsteeg  | Jasmin Gerat       | Kis-Kovács Luca    |
| Gunnar Thorsteeg | Benjamin Sadler    | Laklóth Aladár     |
| Tom Thorsteeg    | Julius Hotz        | Czető Ádám         |
| Herta nagyi      | Maren Kroymann     | Menszátor Magdolna |
| Vanessa Immhof   | Henriette Morawe   | Hermann Lilla      |
| Ulrike Immhof    | Nadeshda Brennicke | Mohácsi Nóra       |
| Bianca Krämer    | Lea Eileen Stönner | Pál Zsófia Kira    |
| Klaus Röttgers   | Waldemar Kobus     | Bolla Róbert       |
| Szúnyog          | Lorenzo Germeno    | Baráth István      |

## Magyar változat[2]
A szinkront az MTVA megbízásából a VidArTeam készítette.
- Magyar szöveg:Neményi Róza
- Szerkesztő: Németh Beatrix
- Hangmérnök és vágó: Wünsch Attila
- Gyártásvezető: Farkas Márta
- Szinkronrendező: Kiss Lajos
- Felolvasó: Zahorán Adrienne

További magyar hangok: Gardi Tamás, Orosz Gergely, Szabó Endre